# PWI Most Inspirational Wrestler of the Year
De PWI Most Inspirational Wrestler of the Year Award wordt sinds 1972 jaarlijks uitgereikt door de professioneel worstelmagazine Pro Wrestling Illustrated. De PWI-lezers nomineren de meest geïnspireerde worstelaars die actief zijn in de worstelwereld.

## Winnaars en ereplaatsen
| Jaar | Winnaar             | Eerste ereplaats | Tweede ereplaats    | Derde ereplaats          |
| ---- | ------------------- | ---------------- | ------------------- | ------------------------ |
| 1972 | Lord Alfred Hayes   |                  |                     |                          |
| 1973 | Johnny Valentine    |                  |                     |                          |
| 1974 | Dick Murdoch        |                  |                     |                          |
| 1975 | Mike McCord         |                  |                     |                          |
| 1976 | Bruno Sammartino    | Wahoo McDaniel   | Bob Roop            | Bob Armstrong            |
| 1977 | Bob Backlund        | Don Muraco       | Bruno Sammartino    | Terry Funk               |
| 1978 | Blackjack Mulligan  | Bruno Sammartino | Mr. Wrestling II    | Jim Brunzell             |
| 1979 | Chief Jay Strongbow | Ric Flair        | Mr. Wrestling II    | Dusty Rhodes             |
| 1980 | The Junkyard Dog    | Ricky Steamboat  | Verne Gagne         | Mr. Florida              |
| 1981 | Bob Backlund        | Ted DiBiase      | Tito Santana        | Mr. Wrestling II         |
| 1982 | Roddy Piper         | Jimmy Snuka      | Mil Máscaras        | Jimmy Valiant            |
| 1983 | Hulk Hogan          | Roddy Piper      | Buzz Sawyer         | Buddy Rose               |
| 1984 | Sgt. Slaughter      | Kerry Von Erich  | Kevin Von Erich     | Bob Backlund             |
| 1985 | Mike Von Erich      | Paul Orndorff    | Jim Duggan          | Kevin Von Erich          |
| 1986 | Chris Adams         | Magnum T.A.      | Kerry Von Erich     | Steve Williams           |
| 1987 | Nikita Koloff       | Dynamite Kid     | Chris Adams         | "Superstar" Billy Graham |
| 1988 | Jerry Lawler        | Kerry Von Erich  | Road Warrior Animal | Jake Roberts             |
| 1989 | Eric Embry          | Nikita Koloff    | Billy Jack Haynes   | Ric Flair                |
| 1990 | Sting               | Hulk Hogan       | Jerry Lawler        | Nikolai Volkoff          |
| 1991 | The Patriot         | Jerry Lawler     | Sid Justice         | Bill Dundee              |
| 1992 | Ron Simmons         | The Undertaker   | Ricky Steamboat     | Eric Embry               |
| 1993 | Cactus Jack         | Lex Luger        | The 1-2-3 Kid       | Brutus Beefcake          |
| 1994 | Bret Hart           | Terry Funk       | The Guardian Angel  | Dave Sullivan            |
| 1995 | Barry Horowitz      | Sabu             | Antonio Inoki       | Dan Severn               |
| 1996 | Jake Roberts        | Jushin Liger     | Ahmed Johnson       | Rey Mysterio             |
| 1997 | Terry Funk          | Steve Austin     | Perry Saturn        | Roddy Piper              |
| 1998 | Goldberg            | Steve Austin     | Mankind             | Shane Douglas            |
| 1999 | Hulk Hogan          | Bret Hart        | X-Pac               | Jim Duggan               |
| 2000 | Booker T            | Mick Foley       | Crash Holly         | Chyna                    |
| 2001 | Kurt Angle          | Chris Jericho    | Shane McMahon       | Spike Dudley             |
| 2002 | Eddie Guerrero      | Hulk Hogan       | Shawn Michaels      | Chris Benoit             |
| 2003 | Zach Gowen          | Kurt Angle       | A.J. Styles         | Rey Mysterio             |
| 2004 | Eddie Guerrero      | Chris Benoit     | Eugene              | William Regal            |
| 2005 | Chris Candido       | Matt Hardy       | Steve Williams      | Rey Mysterio             |
| 2006 | Matt Cappotelli     | Rey Mysterio     | Hardcore Holly      | CM Punk                  |
| 2007 | Jeff Jarrett        | CM Punk          | John Cena           | Sting                    |
| 2008 | Ric Flair           | CM Punk          | John Cena           | Jeff Hardy               |
| 2009 | Ricky Steamboat     | Tommy Dreamer    | Sting               | John Cena                |
| 2010 | Shawn Michaels      | Kurt Angle       | John Cena           | Rob Van Dam              |
| 2011 | Rosita              | Gregory Iron     | Rob Fury            | CM Punk                  |
| 2012 | Jerry Lawler        | Austin Aries     | Shawn Davari        | John Cena                |